# Xoanodera similis
Xoanodera similis là một loài bọ cánh cứng trong họ Cerambycidae.